# Carl Gustaf Hellqvist
Carl Gustaf Hellqvist (15. december 1851 – 19. november 1890) var en af Sveriges mest populære historiemalere i 1800-tallet.

## Biografi
Han blev født i Kungsör, mellem Arboga og Eskilstuna ved søen Mälaren, Sverige, hvor han voksede op og gik i skole.
I 1864 begyndte Hellqvist at studere kunst ved Kungliga Akademien för de fria konsterna i Stockholm, og i 1875 blev han tildelt akademiets højeste pris for sit maleri Gustav Vasa anklager Peder Sunnanväder og Mäster Knut foran domkapitlet i Västerås (svensk: Gustav Vasa anklagar Peder Sunnanväder och Mäster Knut inför domkapitlet i Västerås).
To år senere, i 1877, modtog Hellqvist et rejsestipendium fra Akademiet og rejste rundt i Europa. Han flyttede sammen med sin forlovede til München i 1879.
I 1882 blev han gift med Julie Karoline Friederike Thiersch (1859–1933), og parret rejste til Paris, hvor Hellqvist tidligere havde deltaget i Parisersalonen med sit oliemaleri Sten Sture den yngres død på Mälarens is.
I august 1882 blev han tildelt guldmedaljen for sit storslåede historiemaleri Valdemar Atterdag brandskatter Visby, 1361 i Wien, Østrig.
I 1886 begyndte Hellqvist at lide af alvorlige hovedpiner, hvilket tvang ham til at tage orlov fra sin undervisning på Königliche akademische Hochschule für die Bildenden Künste i Berlin. På samme tid afsluttede han også sin periode som historiemaler.
I 1889 modtog Hellqvist behandling for sin sygdom og blev sat på en streng diæt.
I 1890 blev det meddelt, at Hellqvists ateliergenstande skulle sælges. Det sandsynligvis mest kendte fotografi af hans atelier blev taget på samme tid og viser, hvordan en historiemalers atelier så ud i slutningen af 1800-tallet.
Fra marts 1889 opholdt han sig på et sindssygehospital i München, og han døde der den 19. november 1890 i en alder af 38 år. Han blev begravet i München.

## Værker
- Peder Sunnanväders og Mäster Knuts ydmygende indtog i Stockholm 1526, 1879
- Sten Sture den yngre død på Mälarens is, 1880
- Portræt af Julia Thiersch, 1881
- Valdemar Atterdag brandskatter Visby, 1361, 1882
- Religiøs samtale mellem Olaus Petri og Peder Galle, 1883
- Pige i blomstrende eng, 1883
- Udskibning af Gustav Adolfs lig i havnen ved Wolgast 1633, 1885